# Једињења алуминијума
Једињења алуминијума су сва хемијска једињења која у својој структури садрже атоме алуминијума.

## Оксиди
- алуминијум оксид  (корунд)

## Хидроксиди
- алуминијум хидроксид Al(OH)3
- бајерит  ( · )
- хидроксид алуминијум оксида  · )

## Остала једињења
- алуминијум хлорид AlCl3
- алуминијум сулфат Al2(4)3
- алуминијум нитрат Al(NO3)3 ·
- алуминијум хлоран Al(ClO3)3 ·
- алуминијум нитрид
- (4)24 · 2(4)3 ·
- сулфид калијум алумината K24 · 2(4)3 ·
- сулфид натријум алумината 24 · 2(4)3 ·
- тетрахидроалуминат литијума LiAlH4
- криолит Na3
- берилијум алуминат
- магнезијум алуминат

## Алуминосиликати
- ортоклаз K
- албит
- анортит
- леуцит K
- нефелин
- силеманит Al25
- каолинит

## Органска једињења алуминијума
- 3)3
- 2H5)3
- (C2H5)2
- 3
- 2